# Stronghold
Stronghold (v překladu Pevnost) je historická budovatelská realtimové strategie. Hru vyrobila společnost Firefly Studios a v roce 2001 ji vydaly Take 2 Interactive a God Games.
Díky kladnému ohlasu hráčů vyšla později čtyři pokračování – Stronghold Crusader, Stronghold 2, Stronghold Legends, Stronghold 3 a Stronghold Crusader II.

## Hra
Hra se odehrává ve středověké Anglii a Walesu, Hráč se stává lordem, který se snaží vystavět silný hrad a pak jej ubránit před nepřáteli nebo dobýt jejich hrady.
Hra obsahuje dva hlavní módy – válečný a ekonomický. V rámci válečného hráč dobývá nebo brání, přičemž cílem kampaně je porazit čtyři cizí lordy, v ekonomickém se pak může soustředit na ekonomiku svého hradu.
S kritikou Stronghold vyšel dobře, naopak Stronghold 3 a Stronghold: Legends byly na tom mnohem hůř.